# سری واهیونی آگوستیانی
سری واهیونی آگوستیانی (انگلیسی: Sri Wahyuni Agustiani؛ زادهٔ ۱۳ اوت ۱۹۹۴) یک وزنه‌بردار اهل اندونزی است.
وی در مسابقات بین‌المللی در مجموع برندهٔ ۱ مدال طلا، ۳ مدال نقره شده‌است.